# Köpenicker Sport Club 2016-2017
Questa voce raccoglie le informazioni riguardanti il Köpenicker Sport Club nelle competizioni ufficiali della stagione 2016-2017.

## Organigramma societario
Area direttiva
- Presidente: Dieter Pachäl

Area tecnica
- Allenatore: Manuel Rieke
- Allenatore in seconda: Finn Dittelbach
- Scout man: Dustin Schulze, Steve Deinert, Gerold Rebsch

Area sanitaria
- Fisioterapista: Elena Widner

## Rosa
| N° | Nome             | Ruolo | Data di nascita   | Nazionalità sportiva |
| -- | ---------------- | ----- | ----------------- | -------------------- |
| 1  | Nicole Walch     | S     | 5 novembre 1993   | Stati Uniti          |
| 2  | Celin Stöhr      | C     | 22 novembre 1993  | Germania             |
| 5  | Dominice Steffen | S     | 17 dicembre 1987  | Germania             |
| 6  | Luise Klein      | P     | 15 gennaio 1999   | Germania             |
| 7  | Anna Pogany      | L     | 21 luglio 1994    | Germania             |
| 8  | Annalena Grätz   | S     | 22 marzo 1997     | Germania             |
| 9  | Julia Hero       | C     | 20 ottobre 1992   | Germania             |
| 10 | Sarah Wickstrom  | P     | 5 aprile 1993     | Stati Uniti          |
| 11 | Jessica Göpner   | L     | 11 dicembre 1990  | Germania             |
| 12 | Marie Holstein   | S/O   | 15 aprile 1997    | Germania             |
| 15 | Nele Iwohn       | S/O   | 15 settembre 1996 | Germania             |
| 16 | Nuria da Silva   | C     | 26 dicembre 1991  | Portogallo           |
| 17 | Pia Riedel       | S     | 9 settembre 1990  | Germania             |